# Egon Brunswik
Egon Brunswik (Budapest, 18 marzo 1903 – Berkeley, 7 luglio 1955) è stato uno psicologo austro-ungarico con cittadinanza statunitense.

## Biografia
Egon Brunswik nacque a Budapest, nell'Impero Austro-ungarico nel 1903. Suo padre Julius Stefan Josef Brunswik era un ingegnere nativo di Fogaras, appartenente a una famiglia di origine tedesca, che lavorava come impiegato presso il Ministero per il Commercio (Handelsministerium) ungherese.
Sua madre era Helene Gabriele Stefanie Klara, figlia di un comandante dell'esercito austriaco.
Egon Brunswik si diplomò nel 1921 presso la Theresianische Akademie di Vienna. Successivamente, si iscrisse alla facoltà di ingegneria dell'Università di Vienna, ma dopo due anni decise di cambiare campo e iscriversi alla facoltà di psicologia, dove diventò un assistente di Karl Bühler.
Tra i suoi colleghi e colleghe in questo periodo ci furono Paul Felix Lazarsfeld e Konrad Lorenz ed Else Frenkel. Nel 1927 Brunswik ottenne il suo dottorato e successivamente superò l'esame di stato come professore di matematica e fisica nelle scuole. 
Tra il 1931 e il 1932 fu ospite dell'Università di Ankara in qualità di professore invitato di psicologia, nel primo istituto turco per lo studio di questa disciplina. Nel 1934 ottenne un incarico come docente di psicologia presso l'Università di Vienna. Qui incontrò lo psicologo statunitense Edward Tolman. I due si confrontarono sulle loro ricerche psicologiche sulle teorie del comportamento e nel 1935 Brunswik riuscì a trasferirsi negli Stati Uniti, a Berkeley, presso l'University of California, grazie a un finanziamento della Fondazione Rockefeller.
Nel 1937, sposò Else Frenkel, che nel frattempo si era trasferita a Berkeley, per fuggire dalle persecuzioni contro gli ebrei in Austria.

## Studi
Durante la sua carriera, Brunswik si deidicò allo studio dei comportamenti. In particolare, egli era convinto che l'ambiente giocasse un ruolo chiave nel comportamento delle persone.
A tal proposito, promosse un tipo di psicologia che uscisse dal setting artificiale del laboratorio, in modo da includere realmente la componente ambientale all'interno delle ricerche psicologiche.